# Dalea humifusa
Dalea humifusa är en ärtväxtart som beskrevs av George Bentham. Dalea humifusa ingår i släktet Dalea, och familjen ärtväxter. Inga underarter finns listade i Catalogue of Life.